# Arne Vinje Gunnerud
Arne Vinje Gunnerud, né le 11 août 1930, et mort le 25 avril 2007, est un sculpteur norvégien.

## Biographie
Gunnerud naît dans le quartier Vika d'Oslo et il grandit à Drøbak en Akershus. Il est le fils d'Andreas Gunnerud (1879-1951) et de Marie Victoria Vinje (1891-1996). Son talent artistique précoce est découvert pour la première fois par la sculptrice Sigri Welhaven. Il  fréquente l'Académie nationale norvégienne de l'artisanat et de l'industrie artistique (Statens håndverks - og kunstindustriskole) de 1947 à 1950. Il  fréquente ensuite l'Académie nationale norvégienne des beaux-arts (Statens kunstakademi) de 1951 à 1954, où il a été formé par Per Palle Storm. Il fait ses débuts au  salon d'Automne (Høstutstillingen) en 1953,,.
Parmi ses œuvres figurent la sculpture d'arbre Midgardsormen de 1973, la sculpture en bronze Vettløyse de 1978 (située à Oslo), Fenrisulven vil bryte seg løs à partir de 1980 (à Tokyo), Soltreet à Stavanger à partir de 1984 et Bacalhaujagt à partir de 1996 (Lisboa). Il réalise également le monument commémoratif de guerre Pax, érigé à Lindesnes en 1997 en mémoire du naufrage du navire-prison Palatia en 1942,.
Il meurt en 2007.